# Championnat de Hong Kong de football 1969-1970
Navigation
Saison précédente Saison suivante
La saison 1969-1970 du Championnat de Hong Kong de football est la vingt-cinquième édition de la première division à Hong Kong, la First Division League. Elle regroupe, sous forme d'une poule unique, les douze meilleures équipes du pays qui se rencontrent deux fois, à domicile et à l'extérieur. En fin de saison, pour permettre le passage à 14 équipes, il n'y a pas de relégation et les deux meilleurs clubs de Second Division League, la deuxième division hongkongaise, sont promus. 
C'est le club de Jardines SA qui remporte le championnat cette saison après avoir terminé en tête du classement final, avec trois points d'avance sur Sing Tao SC et cinq sur Yuen Long SA. C'est le tout premier titre de champion de Hong Kong de l'histoire du club. Le double tenant du titre, South China AA, ne termine qu'à la 7e place du classement, à quinze points du Jardines FC.

## Clubs participants
- Hong Kong FC - Promu de D2
- Kowloon Motor Bus FC
- South China AA
- Eastern AA
- Fire Services FC - Promu de D2
- Tung Sing FC
- Sing Tao SC
- Yuen Long SA
- Hong Kong Telephone FC
- Hong Kong Rangers
- Hong Kong Police FC
- Jardines SA

## Compétition
Le barème de points servant à établir les classements se décompose ainsi :
- Victoire : 2 points
- Match nul : 1 point
- Défaite : 0 point

### Classement
| Rang | Équipe                 | Pts | J  | G  | N | P  | Bp | Bc | Diff |
| ---- | ---------------------- | --- | -- | -- | - | -- | -- | -- | ---- |
| 1    | Jardines SA            | 35  | 22 | 15 | 5 | 2  | 70 | 26 | +44  |
| 2    | Sing Tao SC            | 32  | 22 | 12 | 8 | 2  | 42 | 17 | +25  |
| 3    | Yuen Long SA           | 30  | 22 | 13 | 4 | 5  | 40 | 29 | +11  |
| 4    | Fire Services FCP      | 26  | 22 | 11 | 4 | 7  | 51 | 36 | +15  |
| 5    | Tung Sing FC           | 26  | 22 | 10 | 6 | 6  | 44 | 29 | +15  |
| 6    | Kowloon Motor Bus FC   | 22  | 22 | 7  | 8 | 7  | 24 | 34 | -10  |
| 7    | South China AAT        | 20  | 22 | 6  | 8 | 8  | 40 | 36 | +4   |
| 8    | Hong Kong Telephone FC | 18  | 22 | 6  | 6 | 10 | 33 | 35 | -2   |
| 9    | Eastern AA             | 18  | 22 | 5  | 8 | 9  | 29 | 43 | -14  |
| 10   | Hong Kong Police FC    | 15  | 22 | 6  | 3 | 13 | 34 | 51 | -17  |
| 11   | Hong Kong Rangers      | 14  | 22 | 4  | 6 | 12 | 24 | 40 | -16  |
| 12   | Hong Kong FCP          | 8   | 22 | 3  | 2 | 17 | 27 | 82 | -55  |

|  | Champion de Hong Kong 1970          |
|  | T : Tenant du titre P : Promu de D2 |

## Bilan de la saison
| Championnat de Hong Kong de football 1969-1970 |                                  |
| Champion                                       | Jardines SA (1er titre)          |
| Coupes et trophées                             |                                  |
| Vainqueur de la Coupe de Hong Kong 1969-1970   | Non disputée                     |
| Promotions et relégations                      |                                  |
| Promus en First Division League                | Happy Valley AA                  |
| Promus en First Division League                | Army XI                          |
| Relégués en Second Division League             | Aucun (passage de 12 à 14 clubs) |